# Europs frugivorus
Europs frugivorus es una especie de coleóptero de la familia Monotomidae.

## Distribución geográfica
Habita en Florida (Estados Unidos).